# سوم (إربد)
سوم أو سوم الشناق هي إحدى القرى التابعة لمحافظة إربد في الأردن. يبلغ عدد سكانها قرابة العشرة آلاف نسمة،[بحاجة لمصدر] وتقع إلى الغرب من مركز المحافظة وعلى بعد 6 كيلو متر من مركز المدينة، ضمن لواء غرب إربد. فيها مقام الصحابي أبي الدرداء الذي روى بعض الأحاديث عن النبي محمد.
تُعدُّ بلدة سوم من القرى الأكثر تعليماً، والأنشط على المستوى الثقافي، حيث إنَّها تضم بعض الروابط الاجتماعية والثقافية، فضلاً عن وجود '''ملتقى الثريا الثقافي التنموي'''؛ الذي يسعى إلى تطوير وتحسين الوازع الثقافي عند الشباب في البلدة، ليمتد إلى القرى المجاورة.

## أعلام
- محمد محيلان مراشدة
- وليد معابرة